# Maria Vittoria Mezza
Maria Vittoria Mezza (Modena, 3 febbraio 1926 – 24 febbraio 2005) è stata una politica italiana.

## Biografia
Esponente del Partito Socialista Italiano, viene eletta alla Camera dei deputati alle elezioni del 1953, restando in carica fino al 1958. 
Torna poi a Montecitorio dopo le elezioni della primavera 1963. Dal dicembre successiva diventa sottosegretaria all'industria e commercio nel Governo Moro I, carica che ricopre anche nei successivi Governo Moro II e III.
Viene poi confermata deputata nella lista PSI-PSDI Unificati alle elezioni politiche del 1968. Dall'agosto 1970 è sottosegretaria di Stato al Ministero della Sanità del Governo Colombo. Nel 1971 aderisce al Partito Socialista Democratico Italiano. Termina il proprio mandato parlamentare e di governo nel 1972.